# José Domingo Cortés
José Domingo Cortés (1839-1884) fue un escritor chileno.

## Biografía
Nació en La Serena en 1839, publicó Cantos patrióticos (Serena, 1866), Parnaso boliviano (Valparaíso, 1869), Galería de hombres célebres de Bolivia (Santiago, 1869), Parnaso peruano (Valparaíso, 1871), La República de Bolivia (Santiago, 1872), Parnaso argentino (Santiago, 1873), América poética, poesías selectas americanas (París, 1875), Bolivia, apuntes geográficos, estad. de costumbres, descriptivos é históricos (París, 1875), Poetisas americanas, ramillete poético del bello sexo hisp.-americano (París, 1875, París-México, 1896), Prosistas americanos (colecc., París, 1875) y Diccionario biográfico americano (París, 1876, 2.ª ed.). Falleció en 1884.